# چوی مین چول
چوی مین چول (کره‌ای: 최민철؛ زادهٔ ۹ نوامبر ۱۹۷۶) بازیگر اهل کره جنوبی است. از فیلم‌ها یا برنامه‌های تلویزیونی که وی در آن نقش داشته‌است می‌توان به اوه روح من، خاطرات رهایی من و تخت پادشاهی اشاره کرد.